# Juana Oller
Juana Raquel Oller de Mulford (Ciudad de Panamá, 18 de abril de 1891 - ibíd., octubre de 1975) fue una educadora, escritora y feminista panameña, iniciadora de la enseñanza parvularia en el país.

## Biografía
Fue hija de Fernando Oller, de origen cubano y Rosario Ortega, panameña. En 1904 se graduó como Maestra Normal de Escuela Primaria y desde 1911 trabajaría en la Escuela de Niñas de Santa Ana. Junto con Tomasita Casís, directora de la escuela, y Angélica Chávez de Patterson fundaron el primero de varios jardines de niños del país en 1912.
En 1916 fundó el primer centro de cultura femenina llamado Club Ariel, fomentando la competencia atlética de las jóvenes incluyendo a las habitantes de la Zona del Canal de Panamá (zonians). También en ese mismo año ganó un concurso literario por su obra Influencia de la mujer en el Sostenimiento de nuestra independencia nacional, escrito que se considera "el primer análisis sobre el papel político de la mujer en Panamá" 
El Club Ariel, en el que Oller se desempeñó como presidenta, representó el primer centro cultural para la mujer. Su trabajo aquí abonó el camino para sus iniciativas futuras dentro del movimiento feminista del país.

Con intención de aclarar inquietudes intelectuales y aportar a la bibliografía geográfica del país, en 1917 decide actuar en contra de normas sociales emprendiendo un viaje por todo el territorio panameño. Como resultado de este viaje, y con las anotaciones climatológicas, hidrográficas e idiosincrasias de cada población observada, luego llega a publicar su primer libro: "Impresiones de Viaje (de mi tierra)". Escribiendo al respecto, su nieto Marcos Ostrander Mulford menciona:
"fue una mujer revolucionaria, valerosa e íntegra [...] desafiante a las conservadoras normas sociales de la época [ella] emprende un largo viaje a caballo, en barcaza, en carreta y a pie."
En menos de dos años, al momento de todavía estar circulando su primer libro, Oller publica su segundo libro "PRO-CULTURA (discursos y Conferencias)". El mismo siendo una compilación de "todos los discursos y conferencias sobre educación que había pronunciado en inauguraciones, aniversarios, veladas literarias, banquetes y actos conmemorativos"
Posteriormente, entre 1920 y 1923 se mudaría a Cartagena, Colombia, donde fundaría varios jardines de infancia. En 1939 fue profesora de español en la Escuela Profesional. También fue miembro de la Sociedad Nacional para el Progreso de la Mujer y de la Liga Patriótica Femenina.
En 1968 publicó su cuarto libro Tradiciones y Cuentos Panameños, considerado por el Ministerio de Educación como "material de referencia para alumnos de primaria y secundaria, para profesores y maestros que deben conocer el origen de nuestras costumbres, cuentos y tradiciones como fuente de cultura nacional" 
El 12 de noviembre de 1975 fallece en Panamá. Tres años después, en 1978 su nieto termina la edición de su último libro "Valores Femeninos Panameños", donde Oller escribió la biografía de figuras importantes femeninas del país.

## Obras
- Impresiones de viaje (de mi tierra) -1919
- PRO-CULTURA (discursos y Conferencias)
- Rasgos Infantiles
- Tradiciones y cuentos panameños - 1968
- Valores femeninos panameños - 1978